# Københavnsegnens Grønne Omraader
Københavnsegnens Grønne Omraader. Forslag til et System af Omraader for Friluftsliv er et forslag til en samlet rekreativ plan for hovedstadsområdet, der blev udarbejdet af Olaf Forchhammer i 1936 på vegne af Dansk Byplanlaboratorium. Forslaget forudså etableringen af et netværk af grønne forbindelser, der skulle forbinde omegnens vigtigste udflugtsområder til et samlet hele.

## Baggrund
Storkøbenhavn var i mellemkrigstiden inde i en rivende byudvikling. Størstedelen af Københavns og Frederiksberg kommuner var allerede mere eller mindre udbyggede, og forstadsbebyggelse bredte sig med rivende hast til omgivende kommuner. Udviklingen var allerede vidt fremskreden i Gentofte før 1. verdenskrig, og i mellemkrigstiden blev også kommuner nordvest og vest for hovedstaden inddraget. Medvirkende til denne udvikling var både jernbaneforbindelser og fremvækst af privat bilisme og rutebiltrafik. Befolkningen i de nye forstadskommuner blev på få årtier flerdoblet, således voksede indbyggertallene fra 1901 til 1934 i Hvidovre fra 559 til 7.800, i Rødovre fra 716 til 7.700, i Herlev fra 693 til 2.500, i Gladsaxe fra 1.754 til 16.000 og i Gentofte fra 14.470 til 56.200.
Under indtryk af denne byudvikling nedsatte Dansk Byplanlaboratorium ved skrivelse af 29. marts 1928 Udvalget til Planlægning af Københavns-Egnen, i daglig tale Egnsplanudvalget, der fik til formål at fremkomme med anbefalinger til en samlet egnsplanlægning, der skulle indeholde trafiklinjer under hensyn til en betænkning afgivet af et af Dansk Ingeniørforening den 22. maj 1922 nedsat udvalg, som havde foreslået et overordnet vejnet af ring- og radialveje i forbindelse med hovedstaden, beliggenheden af parker og forslag til fredning af områder af hensyn til landskabelige interesser og bybefolkningens friluftsliv samt andre arealmæssige dispositioner, herunder sikring af områder til særlig brug. Desuden skulle de eksisterende forhold indgå som en del af arbejdsgrundlaget. Dette udvalg fik repræsentation fra amtsrådene i Frederiksborg Amt, Københavns Amtsrådskreds og Roskilde Amtsrådskreds samt magistraterne i København og på Frederiksberg, desuden fra kommunalbestyrelsen i Gentofte, 21 sogneråd i hovedstadens omegn, DSB, Grosserersocietetet, Industrirådet, Dansk Ingeniørforening, Akademisk Arkitektforening, bestyrelsen for Københavns Havn, Danmarks Naturfredningsforening, Den danske Landinspektørforening og Foreningen til Hovedstadens Forskønnelse.
I 1931 indtraf anlæggelsen af en ny vej til Køge, og for at sikre attraktive landskabelige områder mod bebyggelse gennemførte udvalget en række undersøgelser og fremsatte et forslag til sikring af disse værdier, men forslaget blev kun i ringe udstrækning imødekommet, og for at sikre sig mod gentagelser blev arbejdet med udpegelse af grønne områder til beskyttelse mod byggeri prioriteret ved udvalgets fortsatte arbejde. Allerede i 1932 forelå et oplæg, som efter indhentede kommentarer fra kommunalbestyrelser blev revideret og kom til at danne grundlag for det endelige forslag fra 1936.

## Forslaget
Forslaget indledte med at registrere områder, som blev betragtet som værende af stor landskabelig værdi. Til sådanne områder hørte især vådområder som Sjælsø, Furesø, Bagsværd Sø, Søndersø, Porsemosen, Vallensbæk Mose, Viksø Mose, Gyngemosen, Kagsmosen, Utterslev Mose og Emdrup Sø samt vandløb som fx Vejleåen, Mølleåen, Damhusåen og Harrestrup Å, men også andre større friarealer som Fælledparken, Søndermarken på Frederiksberg, Valby Fælled og Christianshavns Fælled, egnens kirkegårde og skove som Charlottenlund Skov, Dyrehaven og Jægersborg Hegn, Hareskoven, Jonstrup Vang, Ganløse Ore, Ganløse Eget, Slagslunde Skov, Farum Lillevang, Ryget, Ravnsholt Skov, Tokkekøb Hegn, Folehave, Rude Skov og Geelskov. Endelig indgik Vestenceinten som led i det grønne netværk.
Disse områder udgjorde rygraden i den rekreative plan, men dette netværk blev suppleret med forslag om at etablere cykelstier og gangstier, såkaldte "parkveje" (egentlig brede alléer) samt at også fremtidige stationer og stoppesteder i tilknytning til jernbaner skulle placeres således, at de kunne anvendes af bybefolkningen til udflugtsture.
Forslaget indeholdt desuden en række konkrete forslag til nye fredninger, således ved Bringe Mose med omgivelser i Værløse, Slagslunde og Ganløse sogne og strandengene mellem Lille og Store Vejleå, og det blev foreslået, at staten købte arealer i blandt andet Glostrup og Brøndbyerne.
Forslaget var illustreret både med fotos, tegninger, delkort og samlede oversigtskort over de forskellige dele af planforslaget. Et bilag indeholdt et kort med numre som konkret henvisning.

## Gennemførelse
Væsentlige dele af Forchhammers forslag blev gennemført blandt andet fordi det have stor pålitisk bevågenhed således fra den daværende statsminister Thorvald Staunings side og fordi Naturfredningsloven gav politikerne og Naturfredningsforeningen de fornødne magtmidler til at gennemføre fredninger.